# サンズオアクラウド
サンズオアクラウドは、福岡県出身のシンガーソングライター、村山タクヤを中心に活動するソロプロジェクトである。
クリエイターとして作品により村山タクヤ、他制作チームでクレジットを多数使い分けている。
GARDELのギタリスト タクヤ・リー・村山としてサウンドプロデュースを手掛ける。
2017年某バンドメンバーとして大手レコード会社よりメジャー・デビューしており、バンド名がYahoo検索ワード5位になるなど話題になってはいるが本人はバンド名や活動名などは公にしていない。

## メンバー
- 村山タクヤ（むらやま たくや）：Vocal・Guitar
  - 1月10日生まれ、年齢非公表
  - 出身地：福岡県、血液型：O型。

## 略歴
2001年、SUNS OR CLOUDを福岡で結成。福岡を中心に毎月全国ツアーを敢行。2003年KBCが主催するバンドオーディション「V3新人オーディション」最終選考にてBuzz72+らと参加。その後テレビ東京「スタメンバンド」などにも出演し精力的に活動するが、活動休止。
2004年にリーダーの村山タクヤが単身上京。サンズオアクラウドと表記を変更し、南青山レッドシューズにて奇数月に開催される「豚骨ロック」を中心に豚骨ピストンズ（現T-Pistonz+KMC）等と共にイベント・ライブ活動を展開。D-SHADEのKENやCLOSEのRYOHEIなどがサポート参加。2004年10月NTTレゾナント、日本GIS制作の日米のアーティストを紹介したコンピレーション・アルバム「NY Cafe」に日本人として「言葉」「奇跡の人」で参加。アメリカ・ニューヨークを基地局に持つインターネットラジオBoogieWoogieCafeの創設者ENGIN#9との出会いをきっかけに東京局のラジオパーソナリティに就任。「東京坊ちゃん(現 東京坊ちゃんグローバル)」を開始。
楽曲「サスライGAMBLER」がスカパー! パチンコ★パチスロTV!「守山有人の十萬円旅打ち生活」OPテーマに使われる。同番組のロゴデザイン制作。ON/OFFに「君の横顔」を楽曲提供。
2008年2月「咲かせまSHOW（Amazon Music ダウンロードランキング ROCK部門 最高位8位）」がパチンコ・パチスロライターの大崎一万発、ヒロシ・ヤング、ゼットン大木がMCを務めるスカパー! 777ch パチ・スロ サイトセブンTV「大川ヒロシZ」テーマ曲に使用される。3月より全国同時開催チャリティーイベントROAD to Redを主催。TABLE FOR TWOや聴導犬育成の会への募金活動を行う。HΛL、なんでんかんでんフーズの川原ひろし他出演。
2009年-2010年、HΛLの制作チームに在籍。時代劇専門チャンネル企画の「日本晴れのうた~ハミングしたい時代劇音楽集」、モーツァルトの楽曲を斬新にアレンジした「エモーショナル・モーツァルト〜ガラージ・クラシックス vol.1〜」、大村唯椎 他制作に参加。
2009年、ON/OFFへ「告白(Legend Of Twins I‐双子伝説-)」を提供。
2011年4月、爽やか69（ろっく）（Amazon Musicダウンロードランキング ROCK部門 最高位3位）」がスカパー777ch パチ・スロ サイトセブンTV「大川ヒロシZ」テーマ曲に使用される。2011年より同番組に音楽プロデューサーとして参加。
2013年2月SPACE SHOWER MUSICより「Calendar Man」を発表。 
2014年7月SPACE SHOWER MUSICよりミニ・アルバム『Fight!』を発表。 
2015年8月 シングル『IT'S A SWEET THING TO BELIEVE IN YOUR WINGS』を発表。
2016年5月 連載型アルバム第一弾『NEW SANSATION』、8月に第二弾『ゑびる』、11月 シングル『Story』を発表。
2017年2月、シングル『2001年宇宙の旅』を発表。同曲MVがPlayStation VR『Littlstar VR Cinema』のレコメンドとして紹介されている。

## ディスコグラフィー

### アルバム・シングル含む
| タイトル                                    | 発売日         | レコード会社       |
| ------------------------------------------- | -------------- | ------------------ |
| サンズオアクラウド                          | 2007年12月7日  | アメイジングD.C.   |
| 咲かせまSHOW                                | 2009年2月20日  | NΛNΛIROレコード    |
| OnesReal                                    | 2010年5月26日  | dwango             |
| 存在                                        | 2010年8月1日   | dwango             |
| でも。。。                                  | 2010年9月13日  | dwango             |
| CalendarMan                                 | 2013年2月6日   | SPACE SHOWER MUSIC |
| Fight!                                      | 2014年7月16日  | SPACE SHOWER MUSIC |
| IT'S A SWEET THING TO BELIEVE IN YOUR WINGS | 2015年8月5日   | SPACE SHOWER MUSIC |
| NEW SENSATION                               | 2016年5月25日  | SPACE SHOWER MUSIC |
| ゑびる                                      | 2016年8月3日   | SPACE SHOWER MUSIC |
| Story                                       | 2016年11月16日 | SPACE SHOWER MUSIC |

### 楽曲提供
| タイトル                                                     | クレジット       | 発売日        | レコード会社 |
| ------------------------------------------------------------ | ---------------- | ------------- | ------------ |
| 君の横顔／ON/OFF (yokogao)                                   | 作詞・作曲・編曲 | 2007年1月26日 | Independent  |
| 告白／ON/OFF (Legend Of Twins I‐双子伝説‐)                   | 作詞・作曲       | 2009年4月22日 | Music Ray'n  |
| 繋がり／ON/OFF (DICE)                                        | 作詞・作曲・編曲 | 2013年7月17日 | ST RECORDS   |
| DICEを転がせ~Roll the DICE／ON/OFF (DICE)                    | 作詞・作曲・編曲 | 2013年7月17日 | ST RECORDS   |
| 君と一緒／ON/OFF (LEGEND SONGS〜 永遠のハーモニー〜)         | 作詞・作曲・編曲 | 2014年12月7日 | Independent  |
| 言葉／ON/OFF (LEGEND SONGS〜 永遠のハーモニー〜)             | 作詞・作曲       | 2014年12月7日 | Independent  |
| クリスマスマイル／ON/OFF (LEGEND SONGS〜 永遠のハーモニー〜) | 作曲・編曲       | 2014年12月7日 | Independent  |

## タイアップ一覧
| 曲名            | タイアップ                                                                    |
| --------------- | ----------------------------------------------------------------------------- |
| サスライGAMBLER | スカパー「守山有人の十萬円旅打ち生活」オープニングテーマ                      |
| 咲かせまSHOW    | スカパー777ch サイト7TV「大川ヒロシZ」オープニングテーマ(2008年2月~2011年4月) |
| 爽やか69        | スカパー777ch サイト7TV「大川ヒロシZ」オープニングテーマ(2011年4月~2012年4月) |

## 出演

### 映画
- おのぼり物語（監督/毛利安孝：配給/東京テアトル）
  - 片桐聡（井上芳雄）のバンドメンバー役でのライブ演奏（※村山タクヤ名義）

### バラエティ
- BS-TBS「BSブランチ」
  - ＃369（2010年10月31日）サンズオアクラウド、うるふ／中村知世、門倉亜美
- テレビ東京「スタメンバンド」（2003年3月15日 MC Sascha）

### ラジオ
- インターネットラジオステーションBoogieWoogieCafe「東京坊ちゃんグローバル」（2004年10月〜現在）
- FM西東京「Weekly Music Top20」[19]（2008年2月16日）
- NHK埼玉「ウィークエンドカフェ」（2008年4月18日）

- お台場レインボーステーション月1パーソナリティ（2011年4月1日・2013年4月12日）[20]

### 運営イベント
- 「豚骨ロック」（2005年10月〜現在）
- 「ROAD to Red」（2008年3月〜現在）

## ゲスト・サポート
- ON/OFF
  - 「輪廻 -ロンド-NIGHT」（2008年10月30日、池袋サンシャイン劇場）
  - 「双子伝説」（2009年6月20日 Shibuya O-West[21]

## エピソード
- 名前の由来は結成当初ニュー・ウェイヴ・サウンドを取り入れた楽曲を制作していたためイギリスのバンド、ジャパンの楽曲「Sons of the Pioneers」をモチーフとし、SUNS OR CLOUDとなる。英文として直訳出来ないが、晴れと曇りを連想させる事から「のるか、そるか」「白か黒か」「勝つか負けるか」「男と女」「陰と陽」など相反するものを表現していくとの意味が込められている。とラジオ番組や雑誌のインタビュー等で語っている[22]。